# Grojdibodu
Grojdibodu est une commune roumaine située dans le județ d'Olt.